# Олівгерст (Каліфорнія)
Олівгерст (англ. Olivehurst) — переписна місцевість (CDP) в США, в окрузі Юба штату Каліфорнія. Населення — 16 595 осіб (2020).

## Географія
Олівгерст розташований за координатами 39°4′54″ пн. ш. 121°33′18″ зх. д. / 39.08167° пн. ш. 121.55500° зх. д. (39.081744, -121.554951).  За даними Бюро перепису населення США в 2010 році переписна місцевість мала площу 19,35 км², уся площа — суходіл.

## Демографія
Згідно з переписом 2010 року, у переписній місцевості мешкало 13 656 осіб у 4120 домогосподарствах у складі 3166 родин. Густота населення становила 706 осіб/км².  Було 4487 помешкань (232/км²).
Расовий склад населення:
| - 62,5 % — білих - 5,7 % — азіатів - 2,9 % — корінних американців - 2,4 % — чорних або афроамериканців - 0,4 % — вихідців з тихоокеанських островів - 19,2 % — осіб інших рас |

До двох чи більше рас належало 6,9 %. Частка іспаномовних становила 36,6 % від усіх жителів.
За віковим діапазоном населення розподілялося таким чином: 31,8 % — особи молодші 18 років, 59,8 % — особи у віці 18—64 років, 8,4 % — особи у віці 65 років та старші. Медіана віку мешканця становила 29,9 року. На 100 осіб жіночої статі у переписній місцевості припадало 100,5 чоловіків;  на 100 жінок у віці від 18 років та старших — 99,5 чоловіків також старших 18 років.
Середній дохід на одне домашнє господарство  становив 52 426 доларів США (медіана — 44 065), а середній дохід на одну сім'ю — 54 569 доларів (медіана — 44 985). Медіана доходів становила 37 473 долари для чоловіків та 28 980 доларів для жінок. За межею бідності перебувало 18,8 % осіб, у тому числі 20,2 % дітей у віці до 18 років та 10,1 % осіб у віці 65 років та старших.
Цивільне працевлаштоване населення становило 4636 осіб. Основні галузі зайнятості: освіта, охорона здоров'я та соціальна допомога — 17,2 %, науковці, спеціалісти, менеджери — 16,0 %, мистецтво, розваги та відпочинок — 14,0 %, роздрібна торгівля — 12,7 %.